# Olympique Gymnaste Club de Nice 1952-1953
Questa voce raccoglie le informazioni riguardanti l'Olympique Gymnaste Club de Nice nelle competizioni ufficiali della stagione 1952-1953.

## Maglie
| Manica sinistra · Manica sinistra · Maglietta · Maglietta · Manica destra · Manica destra · Pantaloncini · Calzettoni |

## Organigramma societario
Area direttiva
- Presidente: François Sattegna

Area tecnica
- Direttore sportivo: Mario Zatelli
- Allenatore: Numa Andoire, da dicembre Mario Zatelli

## Rosa
| N. |                      | Ruolo | Calciatore           |
| -- | -------------------- | ----- | -------------------- |
|    | Francia (bandiera)   | P     | Babkin Hairabedian   |
|    | Italia (bandiera)    | P     | Pietro Landi         |
|    | Francia (bandiera)   | D     | Jean Belver          |
|    | Francia (bandiera)   | D     | Mokhtar Ben Nacef    |
|    | Francia (bandiera)   | D     | Mohamed Firoud       |
|    | Argentina (bandiera) | D     | Pancho González      |
|    | Francia (bandiera)   | D     | Guy Huguet           |
|    | Francia (bandiera)   | D     | Hassan M’Jid         |
|    | Francia (bandiera)   | D     | Alphonse Martinez    |
|    | Francia (bandiera)   | D     | Aleardo Nani         |
|    | Francia (bandiera)   | D     | Guy Poitevin         |
|    | Francia (bandiera)   | C     | Jean Belver          |
|    | Francia (bandiera)   | C     | Abdelaziz Ben Tifour |

| N. |                        | Ruolo | Calciatore             |
| -- | ---------------------- | ----- | ---------------------- |
|    | Francia (bandiera)     | C     | Antoine Bonifaci       |
|    | Brasile (bandiera)     | C     | Brandãozinho II        |
|    | Francia (bandiera)     | C     | Désiré Carré           |
|    | Francia (bandiera)     | C     | Rémy Fronzoni          |
|    | Islanda (bandiera)     | C     | Albert Guðmundsson     |
|    | Svezia (bandiera)      | C     | Åke Hjalmarsson        |
|    | Francia (bandiera)     | C     | Francis Peri           |
|    | Francia (bandiera)     | A     | Georges Cesari         |
|    | Francia (bandiera)     | A     | Mohamed Chtouki        |
|    | Francia (bandiera)     | A     | Jean Courteaux         |
|    | Turchia (bandiera)     | A     | Lefter Küçükandonyadis |
|    | Lussemburgo (bandiera) | A     | Vic Nurenberg          |